# SCVA Paul Mitchell
Lo SCVA Paul Mitchell è una squadra di pallavolo maschile appartenente alla Southern California Region, affiliata ad USAvolleyball e partecipante al torneo di Premier Volleyball League.

## Storia
La squadra di pallavolo maschile dello SCVA Paul Mitchell viene fondata nel 2000, partecipando a tornei di livello amatoriale organizzati dalla federazione pallavolista statunitense fino al 2010, quando partecipa al campionato mondiale per club in qualità di rappresentante della NORCECA, classificandosi al quinto posto.